# Cantua buxifolia
Cantua buxifolia, comúnmente llamada cantuta, es una especie de arbusto perteneciente a la familia Polemoniaceae. Extraoficialmente es la flor nacional del Perú y oficialmente una de las dos flores nacionales de Bolivia (junto con la flor del patujú), y fue considerada «la flor sagrada de los incas».

## Nombre común
Su nombre proviene del quechua qantut, según Inca Garcilaso de la Vega en los Comentarios reales de los incas (1609) —la forma aimarizada le añade una vocal, como en todos los casos en los que el aimara toma en préstamo una palabra que termina en consonante: qantuta; en el quechua moderno ha evolucionado a qantu—. Sus nombres comunes son: cantu, cantuta, ccantu, ccantus, ccantutay, ccelmo, flor del inca, jantu, jinllo y khantuta.

## Origen

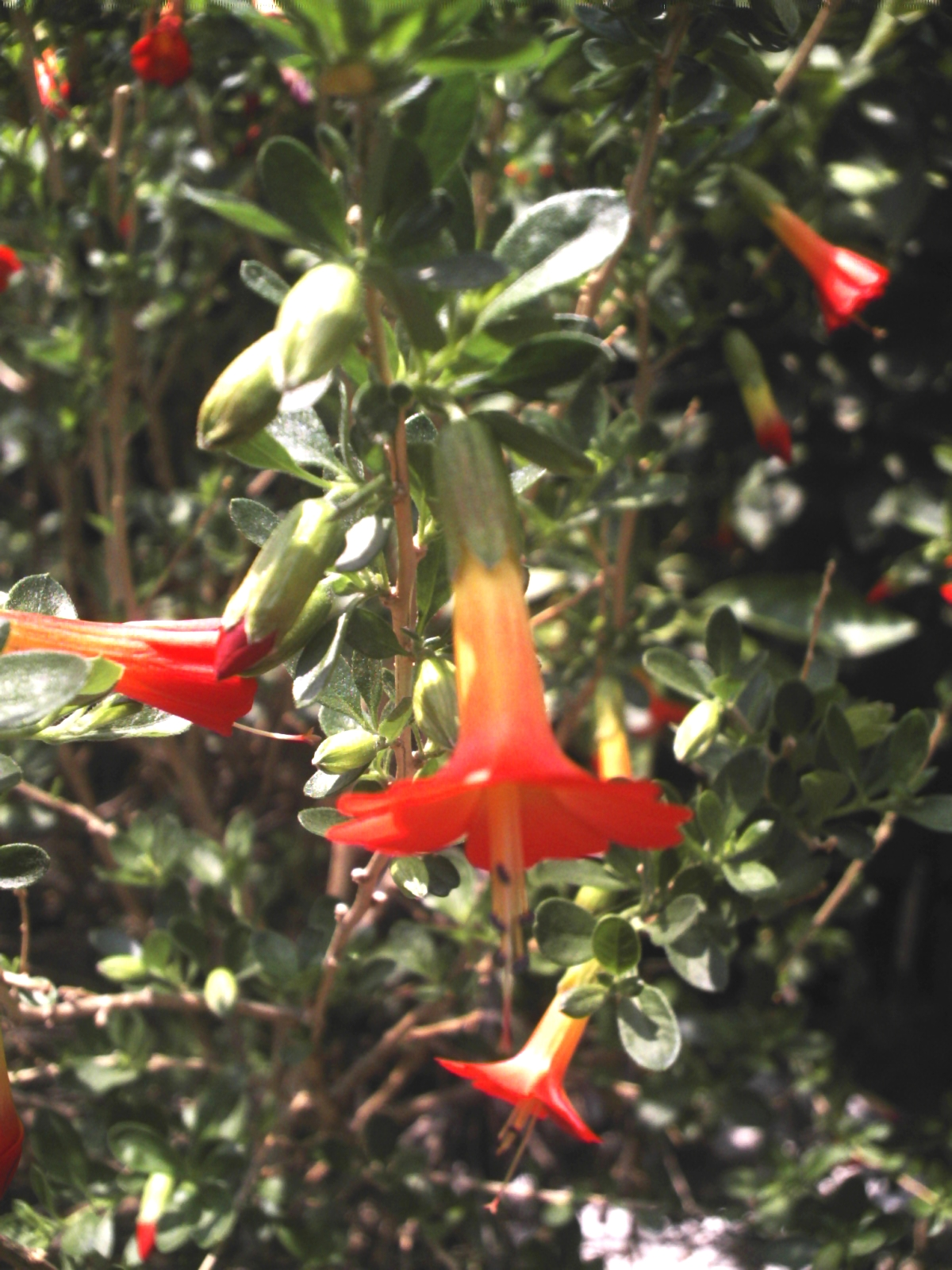
La cantuta: Cantua buxifolia en Cochabamba (Bolivia).

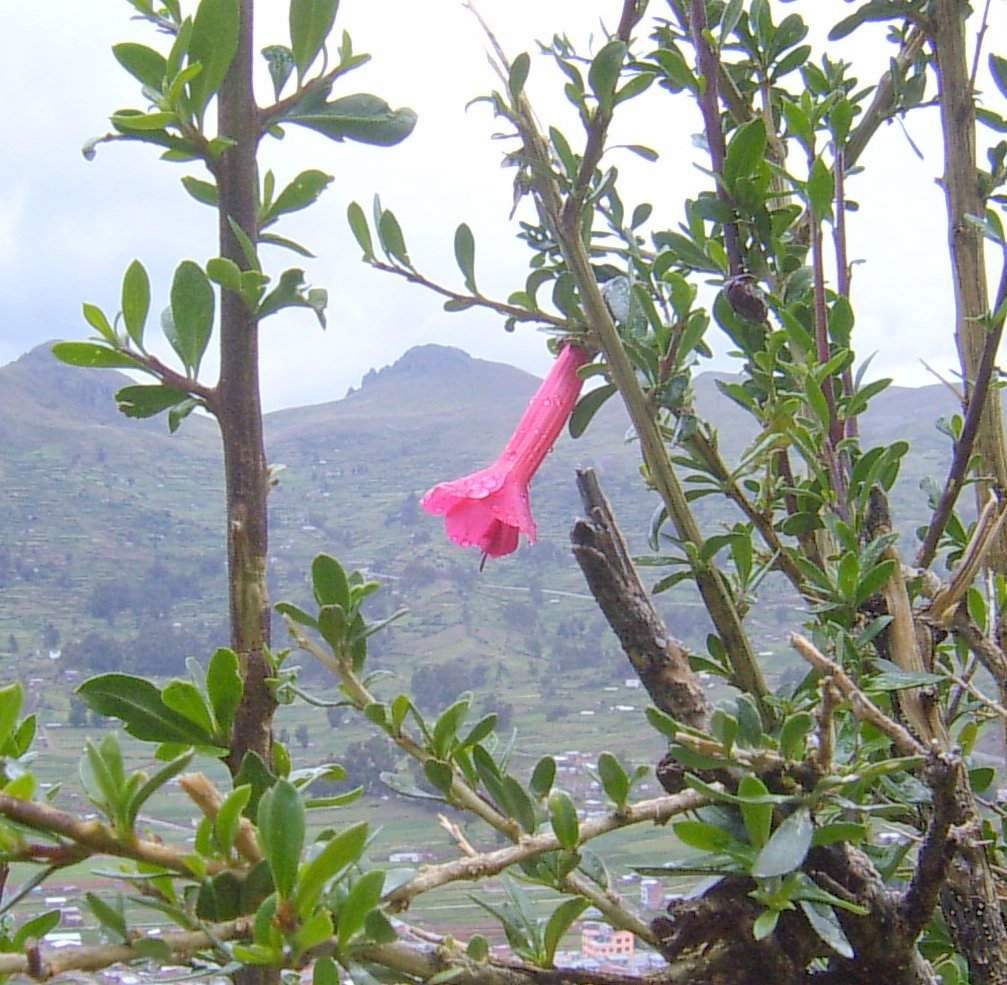
Cantuta en la población de Copacabana, a orillas del lago Titicaca.

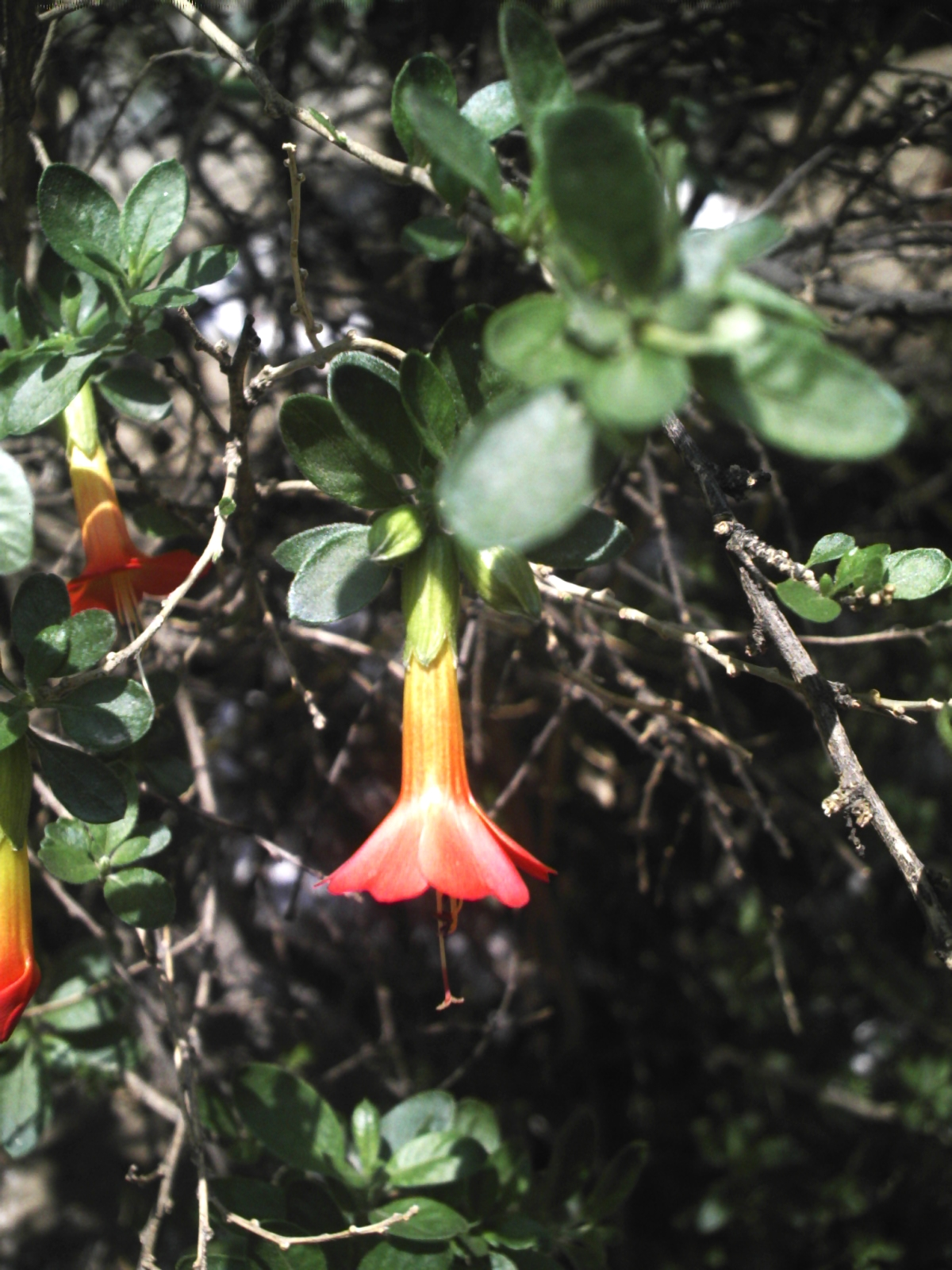
Cantuta con los colores de la bandera de Bolivia.

La especie es oriunda de los Andes de Bolivia y Perú, donde ha sido cultivada desde épocas ancestrales.
Se dice que los incas hallaron en ella esencias naturales que permitían la conservación del agua. Cuando el sapa inca participaba en alguna ceremonia, los caminos por donde era portado eran adornados con flores de cantuta. También servía para adornar las sienes de los jóvenes participantes en el Warachikuy, ceremonia en la que se convertían en aukak runa (guerreros).
Desde épocas precolombinas hasta el día de hoy, los pobladores andinos han admirado y rendido culto a los apus, o montañas sagradas que protegen sus territorios, y mantenido la costumbre de venerarlos, poniendo flores de cantuta en las laderas para representar su aprecio y devoción.
En el departamento del Cuzco a principios del siglo XX, era muy usada en las ceremonias fúnebres pues se creía que su contenido de agua podría calmar la sed del difunto durante el viaje eterno. Los pobladores del altiplano andino elaboran collares de cantuta para colgarlos en sus puertas como símbolo de bienvenida y hospitalidad a los visitantes.

## Distribución
Crece y se desarrolla de manera silvestre y también es cultivada principalmente en las zonas andinas de Bolivia y Perú entre los 1200 y 3800 m s. n. m. Es propia de climas templados, pudiendo crecer directamente bajo el sol en lugares abiertos, y prefiere suelos sueltos de textura franco arcilloso, de pH de 5.6 a 6.8, rico en materia orgánica y bien drenada.
En la actualidad, existen plantaciones en diferentes partes del Perú, como en Áncash, Apurímac, Cajamarca, Cerro de Pasco, Cuzco, Huánuco, Matucana y Puno, entre otros lugares del país como la tierra de Tantacarhua, Distrito de Ocros, y zona de Acas). En Bolivia puede verse en los valles altos de Los Yungas y cabeceras del Oriente de dicho país.

## Taxonomía
Cantua buxifolia fue descrita por Juss. ex Lam. y publicado en Encyclopédie Méthodique, Botanique 1: 603 (1785).
Sinonimia
| - Cantua alutacea Infantes - Cantua buxifolia var. lanceolata Brand - Cantua buxifolia var. ovata Brand - Cantua dependens Pers. - Cantua lanceolata Peter in Engl. & Prantl - Cantua ovata Cav. | - Cantua theifolia D.Don - Cantua tomentosa Cav. - Cantua uniflora Pers. - Periphragmos dependens Ruiz & Pav. - Periphragmos uniflorus Ruiz & Pav. |

## Descripción botánica
Es un arbusto perenne muy ramificado y de aspecto muy vistoso que mide entre 2 y 3 m de alto. Sus pequeñas hojas son ásperas, alternas y tienen forma lanceolada-elípticas. Sus flores no tienen olor, crecen en racimos terminales, con corona tubular, cáliz corto y colores muy llamativos, generalmente blanco, amarillo, rosado y rojo intenso.
Florece durante todo el año y, al igual que la mayoría de flores tipo campanilla, y debido a sus vivos colores, atrae a sus polinizadores, como abejas y picaflores. Se reproduce por semillas y por estacas. Por hibridación se obtienen flores con una mayor variedad de colores.

## Usos
- Agroforestería: por tener un tronco leñoso y ramificado se le puede utilizar como cerco vivo, para estabilizar riberas y como controlador de la erosión en laderas.
- Etnoveterinaria: la infusión de ramas y flores es un efectivo antidiarreico.
- Fibra: las ramas delgadas se usan en la elaboración de canastas de alta calidad.
- Madera: es utilizada en la fabricación de bastones y de instrumentos musicales, como el lahuaccumu —una especie de pinkullo— en la zona de Yanake, distrito de Acora.
- Medicina tradicional: combate diarrea, tos, ictericia, inflamación de los ojos.
- Ornamental: gracias a sus flores tiene gran acogida como especie ornamental.
- Tinte: del tallo y las hojas se obtiene un tinte de color amarillo.

## Honores
En el gobierno de Luis Ossio Sanjinés (1989-1993), mediante el decreto supremo 22482 del 27 de abril de 1990 y con la denominación «khantuta tricolor», fue declarada «flor nacional de Bolivia».